# Потьминский (Мокшанский район)
Потьминский — посёлок в Мокшанском районе Пензенской области. Входит в состав Чернозерского сельсовета.

## География
Находится в северной части Пензенской области на расстоянии приблизительно 30 км на северо-запад от районного центра поселка Мокшан на левом берегу реки Мокша.

## История
Основан между 1959 и 1968 годами как выселок из села Потьма. В 2004 году 46 хозяйств.

## Население
Численность населения: 174 человека (1979), 114 (1989), 119 (1996). Население составляло 98 человек (русские 97 %) в 2002 году, 87 в 2010.